# Toni Fruk
Toni Fruk (Našice, 9. ožujka 2001.) hrvatski je nogometaš, koji trenutačno igra za Rijeku na poziciji ofenzivnog veznog ili krila.

## Klupska karijera
Rođeni Našičanin, svoje prve nogometne korake započinje u klubu iz svoga grada, NAŠK-u. U 2018. godini, Fruk se pridružio omladinskoj akademiji belgijskog Mouscrona. U drugoj polovici sezone 2018./19., prešao je u akademiju talijanske Fiorentine.
Svoje prve seniorske utakmice dočekao je 2020. godine, kad je poslan na posudbu u hrvatskog drugoligaša Dubravu. Fruk je 2021. godine poslan na novu posudbu, ovoga puta u prvoligaša Goricu. Dana 17. srpnja 2021. godine, debitirao je za Goricu u 0:2 porazu od Rijeke. Prvi pogodak za Goricu upisao je 26. rujna 2021. godine, u porazu od Rijeke rezultatom 3:4.
U ljeto 2023. godine, Fruk potpisuje za Rijeku. Svoj prvi službeni nastup u dresu kluba sa Kvarnera, upisao je 22. srpnja 2023. godine u visokoj pobjedi (4:0) protiv Rudeša. Na toj utakmici upisuje i svoj prvi pogodak i asistenciju u dresu Rijeke.

## Reprezentativna karijera
Fruk je do sada nastupao za sve mlađe uzraste reprezentacije Hrvatske. Do sada nema službenog nastupa za seniorsku momčad Hrvatske.

## Priznanja

### Individualna
- Trofej Nogometaš – Najbolja momčad godine HNL: 2023./24.,[5] 2024./25.[6]
- Igrač mjeseca HNL-a: ožujak 2025.[7]
- Mladi igrač sezone HNL-a: 2024./25.[8]
- Momčad sezone HNL-a: 2024./25.[8]

### Klupska
Rijeka
- HNL (1): 2024./25.
- Hrvatski kup (1): 2024./25.

## Vanjske poveznice
- Toni Fruk na transfermarkt.com (engl.)
- Toni Fruk na soccerway.com (engl.)